# La Femme et le Pantin (film, 1929)
Pour les articles homonymes, voir La Femme et le Pantin.
Pour plus de détails, voir Fiche technique et Distribution.
La Femme et le Pantin est un film muet français réalisé par Jacques de Baroncelli, tourné en 1928 et sorti en 1929.

## Synopsis
Don Mateo est fou de désir pour la belle Conchita qui promet d'être à lui, mais ne se livre jamais.
1er carton : Il y a, au Musée de Madrid, une singulière toile de Goya...

## Fiche technique
- Titre : La Femme et le Pantin
- Réalisation : Jacques de Baroncelli
- Scénario : Pierre Louÿs d'après son roman éponyme, et Pierre Frondaie d'après son adaptation théâtrale
- Décors : Robert Gys
- Photographie : Louis Chaix
- Musique : Georges Van Parys et Philippe Parès[1]
- Société de production : Société des cinéromans, Les Films de France
- Société de distribution : Pathé Consortium Cinéma
- Pays d'origine :  France
- Format : Noir et blanc — 35 mm — 1,33:1 — Muet
- Genre : Film dramatique
- Durée : 110 minutes
- Dates de sortie : 
  -  France : 31 mai 1929

## Distribution
- Conchita Montenegro : Concha Perez
- Raymond Destac : Don Mateo Diaz
- Henri Lévêque : André Stévenol, l'ami de Don Mateo
- Jean Dalbe : Morenito, l'amoureux de Concha
- Andrée Canti : la mère de Concha
- Raoul Lagneau : le chef de gare

## À noter
- Le film a été tourné en couleurs avec le procédé Keller-Dorian, mais n'a pu être diffusé qu'en noir et blanc[2].